# Gipsy Moth IV
Die Gipsy Moth IV ist die Segelyacht, mit der Sir Francis Chichester im Jahr 1966 eine Einhand-Weltumsegelung unternahm.
Bei dem Schiff handelt es sich um eine 53-Fuß-Ketsch. Die Yacht wurde 1962 von John Illingworth und Angus Primrose konstruiert und von Camper & Nicholsons in Gosport aus formverleimtem Mahagoni gebaut.
Die Weltumsegelung startete in Plymouth und führte durch den Atlantik und um das Kap der guten Hoffnung nach Sydney; von dort aus ging es vorbei an Kap Hoorn zurück nach Plymouth. Mit einer Dauer von 274 Tagen (netto 226 Tage) war es die erste Einhand-Weltumsegelung mit nur einem Anlaufhafen, gleichzeitig erreichte Chichester damit sein Ziel, schneller als die besten Klipper zu sein.
Nach Chichesters Tod wurde das Boot am rechten Ufer der Themse im National Maritime Museum in Greenwich ausgestellt, in unmittelbarer Nachbarschaft zum Teeklipper Cutty Sark. Im Jahr 2004 wurde das langsam verfallende Boot von der „United Kingdom Sailing Academy“ für den symbolischen Preis von £1 und einen Gin Tonic gekauft und zur Restaurierung in eine Werft gebracht.
Im September 2005 startete eine erneute Weltumsegelung, die wechselnden Crew-Mitgliedern die Möglichkeit geben sollte, mit dem historischen Boot zu segeln. Diese wurde im Juni 2007 beendet. Das Boot wurde von zwei Privatpersonen gekauft, die es 2011 in eine neu gegründete Stiftung mit dem Namen „Gypsy Moth Org“ einbrachten. Seitdem steht das Boot in Cowes für Fahrten zur Verfügung.